# Greg Maddux
Pour les articles homonymes, voir Maddux.
Gregory Alan Maddux (né le 14 avril 1966 à San Angelo, Texas) est un ancien joueur américain de baseball, ayant évolué pendant 23 saisons dans les ligues majeures, notamment pour les Braves d'Atlanta et les Cubs de Chicago. Il est élu au Temple de la renommée du baseball en 2014.
Entre 1992 et 1995, il est devenu le premier lanceur de l'histoire à remporter quatre trophées Cy Young consécutifs. Il est le seul lanceur de l'histoire à avoir remporté un minimum de 15 victoires durant 17 saisons d'affilée, et il détient un record de 17 Gants dorés pour sa performance défensive à son poste. 
Le 10 mai 2008, il a franchi le cap des 350 victoires dans les majeures. Il occupe le 9e rang des lanceurs ayant remporté le plus de victoires en carrière (premier parmi les joueurs en activité). Aucun artilleur n'a remporté plus de gains que Maddux dans les années 1990. 
Il est un gagnant de la Série mondiale avec les Braves d'Atlanta de 1995.

## Carrière en Ligue majeure
Sa carrière commence en 1986 avec les Cubs de Chicago où il ne gagne que 8 parties et en perd 18 pendant ses deux premières saisons. En 1988, il remporte 18 parties et n'en perd que 8. En sept saisons avec les Cubs, il gagne 115 parties et en perd 75. En 1992, il remporte le trophée Cy Young, avec 20 victoires et 199 retraits sur les prises.

### Braves d'Atlanta
En 1993, il signe un contrat d'agent libre avec les Braves d'Atlanta. Lors de ses trois premières saisons, il remporte trois fois le trophée Cy Young, gagnant 45 parties et en perdant 18. En 1995, il remporte 19 parties, en perd deux et conduit les Braves à la Série mondiale où ils battent les Indians de Cleveland 4 matchs à 2.
En 2004, Maddux revient aux Cubs. Il y enregistre sa 300e victoire en carrière. Le 31 juillet 2006, il est transféré aux Dodgers de Los Angeles avec qui il gagne 6 parties et en perd 3.
Après la fin de la saison, il reçoit son 16e gant doré, égalant les records de Jim Kaat (lanceur) et Brooks Robinson (joueur de troisième but).

### Padres de San Diego
Le 5 décembre 2006, il signe un contrat d'une année avec les Padres de San Diego pour la saison 2007.
En 2007, il remporte 14 victoires pour 11 défaites avec une moyenne de points mérités de 4,14. C'est sa 20e saison consécutive avec au moins 13 victoires par saison. Le 24 août, il enregistre sa  343e victoire en carrière, dépassant le total de Tim Keefe qui avait obtenu 342 victoires à la fin du XIXe siècle. Au bâton, Maddux a une moyenne de 0,145 avec deux doubles et deux points marqué. Fait plutôt rare pour un lanceur, il a aussi volé un but pour la 4e saison d'affilée portant son total à 10 buts volés pour 3 retraits en carrière. À la fin de la saison, il reçoit son 17e gant doré, établissant un nouveau record pour le plus grand nombre de gants remportés par un lanceur.
Le 20 novembre 2007, il signe un nouveau contrat d'une saison avec les Padres pour un salaire de 10 millions de dollars. Le 10 mai, il devient le 9e lanceur de l'histoire des ligues majeurs à remporter 350 victoires. Après 4 départs sans victoires, il décroche sa 350e victoire contre les Rockies du Colorado.
Le 19 août 2008, il passe des Padres aux Dodgers de Los Angeles en retour de joueurs à être nommés ultérieurement. Il s'agit pour Maddux d'un second séjour avec les Dodgers. Le 22 août, il connait un premier départ difficile avec l'équipe en 2008, accordant 7 points mérités et 9 coups sûrs aux Phillies en cinq manches et deux tiers.
Greg Maddux a annoncé sa retraite du baseball le 8 décembre 2008.

## Palmarès
- Série mondiale en 1995 avec les Braves
- Trophée Cy Young : 1992, 1993, 1994, 1995
- Gant doré (lanceur) : 17 fois

### Classements
- 2e pour les victoires en carrière
- 30e pour les défaites en carrière
- 11e pour les retraits sur les prises en carrière
- 16e pour les manches lancées en carrière

## Après-carrière

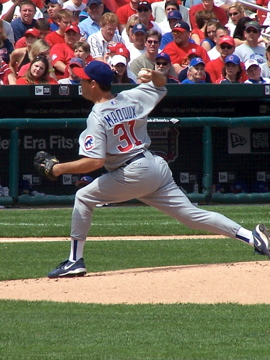
Greg Maddux pendant un match

En janvier 2010, Greg Maddux revient chez les Cubs en tant qu'adjoint du directeur-général Jim Hendry. Après deux saisons, il passe chez les Rangers du Texas fin 2011 pour être adjoint au directeur-gérant Jon Daniels. Greg Maddux rejoint ainsi son frère Mike, qui fait partie du personnel d'entraîneurs des Rangers. Les deux frères quittent leurs postes respectifs en octobre 2015.